# اسن‌بورون (بتلیس)
اسن‌بورون (به ترکی استانبولی: Esenburun) یک منطقهٔ مسکونی در ترکیه است که در بیتلیس واقع شده‌است.